# Daniel Ďurkovič
Daniel Ďurkovič (* 1957) je bývalý slovenský fotbalista, obránce.

## Fotbalová kariéra
V československé lize hrál v sezóně 1977/78 za Dukla Banská Bystrica. Nastoupil ve 3 ligových utkáních. Gól v lize nedal. V nižších soutěžích hrál i za Dynamo Dolný Kubín a BZVIL Ružomberok.

## Ligová bilance
| Ročník                                      | Zápasy | Góly | Minuty | Klub                  |
| ------------------------------------------- | ------ | ---- | ------ | --------------------- |
| 1. československá fotbalová liga 1977/78    | 3      | 0    | 43     | Dukla Banská Bystrica |
| 1. slovenská národní fotbalová liga 1981/82 | 29     | 3    | –      | BZVIL Ružomberok      |
| CELKEM                                      | 3      | 0    | 43     |                       |